# Úrvalsdeild Karla 1965
La Úrvalsdeild Karla 1965 fue la 54.ª edición del campeonato de fútbol islandés. El campeón fue el KR Reykjavík, tras vencer el desempate por el título ante ÍA Akranes y además clasificó a la Copa de Campeones de Europa 1966-67. ÍBA descendió a la 1. deild karla.

## Tabla de posiciones
|   | Equipo          | PJ | PG | PE | PP | GF | GC | Dif | Pts |
| - | --------------- | -- | -- | -- | -- | -- | -- | --- | --- |
| 1 | KR Reykjavik    | 10 | 5  | 3  | 2  | 22 | 15 | +7  | 13  |
| 2 | ÍA              | 10 | 6  | 1  | 3  | 24 | 16 | +8  | 13  |
| 3 | Valur Reykjavik | 10 | 4  | 3  | 3  | 18 | 15 | +3  | 11  |
| 4 | Fram Reykjavik  | 10 | 4  | 1  | 5  | 21 | 22 | -1  | 11  |
| 5 | Keflavík        | 10 | 5  | 1  | 4  | 14 | 19 | -5  | 9   |
| 6 | ÍBA             | 10 | 2  | 1  | 7  | 10 | 19 | -9  | 5   |

### Desempate por el título
KR Reykjavík 2 - 1 ÍA Akranes